# Sanchi
Sanchi è una suddivisione dell'India, classificata come nagar panchayat, di 6.785 abitanti, situata nel distretto di Raisen, nello stato federato del Madhya Pradesh, 46 chilometri a nordest di Bhopal. In base al numero di abitanti la città rientra nella classe V (da 5.000 a 9.999 persone).
Qui si trovano numerosi monumenti buddisti eretti fra il III secolo a.C. e il XII secolo d.C.

## Geografia fisica
La città è situata a 23° 28' 60 N e 77° 43' 60 E e ha un'altitudine di 433 m s.l.m..

## Società

### Evoluzione demografica
Al censimento del 2001 la popolazione di Sanchi assommava a 6.785 persone, delle quali 3.604 maschi e 3.181 femmine. I bambini di età inferiore o uguale ai sei anni assommavano a 1.061, dei quali 536 maschi e 525 femmine. Infine, coloro che erano in grado di saper almeno leggere e scrivere erano 4.516, dei quali 2.712 maschi e 1.804 femmine.

## I primi monumenti
Il più famoso degli edifici religiosi costruiti a Sanchi è il cosiddetto Grande Stupa, commissionato originariamente dall'imperatore Aśoka il Grande nel III secolo a.C., con un nucleo costituito di una semplice struttura emisferica in mattoni a racchiudere le reliquie del Buddha. A racchiudere la costruzione venne posto il cosiddetto chhatra, un tetto con la forma del parasole dell'ombrello che, nell'iconografia religiosa, era un simbolo della dignità regale e della potenza.
Durante il II secolo a.C. lo stupa venne vandalizzato, un evento posto in correlazione dagli storici con l'ascesa dell'Impero Sunga e in particolare dell'imperatore Pusyamitra, notoriamente ostile al Buddismo. Si pensa che egli abbia distrutto lo stupa originario e che la costruzione sia stata riedificata dal figlio Agnimitra o dai suoi immediati successori Durante l'ultimo periodo del dominio Sunga lo stupa venne ampliato tramite l'utilizzo di lastre in pietra, fino a raggiungere circa il doppio delle dimensioni originarie. La cupola venne appiattita nella sua zona superiore e al di sopra di essa vennero poste tre pietre scolpite a forma di parasole, racchiuse entro un alto parapetto in pietra di forma quadrata, a simboleggiare il dharma.
La cupola venne posta su un tamburo strutturato in modo da permettere ai fedeli di camminare lungo un percorso in pietra alla sua base, accessibile tramite una doppia scalinata. Un secondo sentiero lastricato era posto al livello del terreno, racchiuso da una balaustrata in pietra con quattro porte monumentali erette nelle quattro direzioni cardinali. Si pensa che durante il periodo Sunga siano stati costruiti anche il secondo e il terzo stupa, non però le porte d'accesso a questi ultimi, ornate da numerose decorazioni, che si sa appartenere alla successiva Dinastia Satavahana per le iscrizioni presenti su di esse.

## La Dinastia Satavahana
Come già accennato, le porte monumentali e la balaustrata vennero costruite dopo il 70 a.C., durante il regno della Dinastia Satavahana. Su uno degli architravi della porta meridionale infatti si legge che essa fu donata dagli artigiani del re Satakarni.
Benché costruite in pietra, le porte vennero costruite e ricoperte di sculture a scopo narrativo come se fossero state di legno. Vi si possono vedere scene tratte dalla vita del Buddha, integrate con scene tratte dalla vita di tutti i giorni, facilmente riconoscibili per chi le osservava: questo allo scopo di facilitare la comprensione della dottrina buddista e della sua importanza per la vita di ognuno.
A Sanchi, come in molti altri luoghi dell'India, il popolo donava denaro per poter finanziare l'abbellimento degli stupa, col fine anche di ottenere meriti spirituali. Chi donava soldi solitamente sceglieva anche una scena della vita di Buddha, che sarebbe poi stata scolpita nella zona degli stupa; i patrocinatori avevano poi l'onore di veder scolpito il proprio nome sulla scultura. Questa usanza spiega il ripetersi di alcune scene che si osserva negli stupa di Sanchi. La figura di Buddha non venne mai scolpita con sembianze umane poiché il corpo umano era considerato troppo restrittivo, bensì gli scultori scelsero di volta in volta di rappresentarlo con diversi attributi, come il cavallo con cui lasciò la casa del padre, le sue impronte oppure un baldacchino sotto l'albero della Bodhi, il luogo in cui Buddha raggiunse l'illuminazione.
Alcuni dei fregi presenti a Sanchi mostrano alcuni devoti con abbigliamento, atteggiamenti e strumenti musicali greci in atto di rendere omaggio agli stupa di Sanchi.

## I periodi successivi
Nel corso dei secoli vennero eretti altri stupa, oltre ad altri edifici religiosi buddisti e strutture dedicate all'induismo, fino al XII secolo. Il tempio 17 è probabilmente uno dei primi esempi di tempio buddista in quanto risale agli inizi dell'Impero Gupta. Esso consiste di un santuario quadrato, ricoperto da un tetto piatto e munito di portico e 4 pilastri. L'interno e 3 lati dell'esterno sono privi di decorazioni, ma la facciata e i pilastri sono elegantemente scolpiti.
Con il declino del Buddismo i monumenti di Sanchi vennero progressivamente trascurati e caddero in stato di abbandono.

## La riscoperta occidentale
Nel 1818 un ufficiale britannico, il generale Taylor, fu il primo occidentale di cui si abbia notizia che abbia documentato per iscritto l'esistenza di Sanchi. Fino al 1881 il sito fu saccheggiato da cacciatori di tesori ed esplorato da archeologi dilettanti, fino a che non cominciò un serio lavoro di restauro. Fra il 1912 e il 1919 le strutture vennero portate al loro aspetto attuale sotto la supervisione di John Marshall.
Oggi, sulla collina di Sanchi restano circa 50 monumenti, fra i quali tre stupa e alcuni templi. Queste strutture sono state inserite nel 1989 nell'elenco dei Patrimoni dell'umanità dell'UNESCO.

## Cultura
In zona si trova il Museo archeologico di Sanchi, che contiene diversi manufatti di diverse epoche, soprattutto provenienti dai siti archeologici dell'area.